# 霍齊基
49°54′22″N 31°38′47″E / 49.90611°N 31.64639°E
霍茨基（烏克蘭語：Хоцьки）是位於烏克蘭北部的村莊，由基辅州鲍里斯皮尔区的齊布利市鎮負責管轄。該村面積3.6平方公里，海拔高度147米，2001年人口1,193，人口密度每平方公里331.4人。